# Barranc de la Coma (Conca de Barberà)
El barranc de la Coma és un curs d'aigua de la Conca de Barberà, de breu recorregut, que neix a uns 820 m d'altura, a uns 500 m a l'oest de Vilanova de Prades. Es dirigeix inicialment a l'oest i va recollint les aigües de diversos tributaris. Després gira al sud i finalment, després d'un recorregut d'uns 2 km, desemboca, a uns 740 m d'altitud, al riu del Molí, el qual, via els rius Prades, Montsant i Siurana, desemboca a l'Ebre.